# Invisible Touch (singolo)
Invisible Touch è un singolo del gruppo musicale britannico Genesis, pubblicato il 19 maggio 1986 come primo estratto dall'album omonimo.

## Descrizione
È l'unico brano nella storia del gruppo ad aver raggiunto la prima posizione nelle classifiche statunitensi (posizione che avrebbe occupato Sledgehammer dell'ex leader del gruppo Peter Gabriel); ma ha raggiunto la sesta in Canada e la quindicesima nel Regno Unito. Il suo lato B è The Last Domino, seconda parte del brano Domino (brano anch'esso facente parte di Invisible Touch).

## Formazione
- Tony Banks – tastiera, cori
- Phil Collins – batteria, percussioni, voce principale
- Mike Rutherford – chitarra, basso, cori

## Classifiche
| Classifica (1986)                | Posizione massima |
| -------------------------------- | ----------------- |
| Australia                        | 3                 |
| Canada                           | 6                 |
| Finlandia                        | 15                |
| Francia                          | 18                |
| Germania                         | 16                |
| Irlanda                          | 7                 |
| Italia                           | 21                |
| Nuova Zelanda                    | 8                 |
| Paesi Bassi                      | 28                |
| Regno Unito                      | 15                |
| Stati Uniti                      | 1                 |
| Stati Uniti (adult contemporary) | 3                 |
| Stati Uniti (mainstream rock)    | 1                 |
| Sudafrica                        | 17                |
| Svizzera                         | 13                |

## Versione dal vivo
Il brano è stato ripubblicato per promuovere l'album dal vivo The Way We Walk, Volume One: The Shorts (1992). Questa nuova versione ha raggiunto la settima posizione nel Regno Unito, facendo meglio dell'originale, diventando anche l'ultimo singolo del gruppo ad entrare nella top 10.

### Classifiche
| Classifica (1992) | Posizione massima |
| ----------------- | ----------------- |
| Irlanda           | 22                |
| Regno Unito       | 7                 |

## Nei media
- La canzone è stata inserita nella colonna sonora della telenovela brasiliana Potere.